# سیارک ۱۲۴۷۸
سیارک ۱۲۴۷۸ (به انگلیسی: 12478 Suzukiseiji، نامگذاری:1997EX25) دوازده هزار و چهارصد و هفتاد و هشتمین سیارک کشف شده‌است که در ۷ مارس ۱۹۹۷ کشف شد.
قدر مطلق سیارک برابر ۱۴.۱ است.